# Elezioni generali in Cile del 2009
Le elezioni generali in Cile del 2009 si tennero il 13 dicembre per il primo turno delle elezioni del presidente e per il rinnovo del Parlamento (Camera dei deputati e Senato); il 17 gennaio 2010 ebbe luogo il secondo turno delle elezioni presidenziali.
Ebbero accesso al ballottaggio l'esponente di Sebastián Piñera Sebastián Piñera, sostenuto dalla Coalizione per il Cambiamento, e il candidato del Partito Democratico Cristiano Eduardo Frei Ruiz-Tagle, appoggiato dalla Concertazione dei Partiti per la Democrazia; l'esito elettorale vide la vittoria di Piñera, che ottenne il 51,61% dei voti.

## Risultati

### Elezioni presidenziali
| Candidati               | Partiti                                                                    | I turno   | I turno | II turno  | II turno |
| Candidati               | Partiti                                                                    | Voti      | %       | Voti      | %        |
| ----------------------- | -------------------------------------------------------------------------- | --------- | ------- | --------- | -------- |
| Sebastián Piñera        | Rinnovamento Nazionale Coalizione per il Cambiamento: RN - UDI - CH1       | 3 074 164 | 44,06   | 3 591 182 | 51,61    |
| Eduardo Frei Ruiz-Tagle | Partito Democratico Cristiano del Cile Concertación: PDC - PS - PPD - PRSD | 2 065 061 | 29,60   | 3 367 790 | 48,39    |
| Marco Enríquez-Ominami  | Partito Umanista Nuova Maggioranza per il Cile: PH - PEV                   | 1 405 124 | 20,14   |           |          |
| Jorge Arrate            | Partito Comunista del Cile Juntos Podemos Más: PC - IC                     | 433 195   | 6,21    |           |          |
| Totale                  | Totale                                                                     | 6 977 544 | 100     | 6 958 972 | 100      |

### Elezioni parlamentari

#### Camera dei deputati
| Liste                                              | Voti      | %     | Seggi |
| -------------------------------------------------- | --------- | ----- | ----- |
| Partito Democratico Cristiano del Cile             | 940 265   | 14,21 | 19    |
| Partito per la Democrazia                          | 839 744   | 12,69 | 18    |
| Partito Socialista del Cile                        | 653 367   | 9,88  | 11    |
| Partito Radicale Social Democratico                | 251 456   | 3,80  | 5     |
| Partito Comunista del Cile                         | 133 718   | 2,02  | 3     |
| Indipendenti                                       | 115 828   | 1,75  | 1     |
| Totale Concertazione dei Partiti per la Democrazia | 2 934 378 | 44,35 | 57    |
| Unione Democratica Indipendente                    | 1 525 000 | 23,05 | 37    |
| Rinnovamento Nazionale                             | 1 178 392 | 17,81 | 18    |
| ChilePrimero                                       | 18 021    | 0,27  | –     |
| Indipendenti                                       | 153 261   | 2,32  | 3     |
| Totale Coalizione per il Cambiamento               | 2 874 674 | 43,45 | 58    |
| Partito Regionalista degli Indipendenti            | 264 466   | 4,00  | 3     |
| Movimento Ampio Sociale                            | 26 440    | 0,40  | –     |
| Indipendenti                                       | 65 892    | 1,00  | –     |
| Totale Chile Limpio Votez Feliz                    | 356 798   | 5,39  | 3     |
| Partito Umanista                                   | 95 177    | 1,44  | –     |
| Partito Ecologista Verde del Cile                  | 3 815     | 0,06  | –     |
| Indipendenti                                       | 206 635   | 3,12  | –     |
| Totale Nuova Maggioranza per il Cile               | 302 627   | 4,57  | –     |
| Indipendenti                                       | 147 379   | 2,23  | 2     |
| Totale                                             | 6 615 856 | 100   | 120   |

#### Senato
Le elezioni ebbero luogo in sette regioni: Arica e Parinacota (XV, circoscrizione 1); Tarapacá (I, circoscrizione 1); Atacama (III, circoscrizione 3); Valparaíso (V, circoscrizioni 5 e 6); Maule (VII, circoscrizioni 10 e 11); Araucanía (IX, circoscrizioni 14 e 15); Aysén (XI, circoscrizione 18).
| Liste                                              | Voti      | %     | Seggi |
| -------------------------------------------------- | --------- | ----- | ----- |
| Unione Democratica Indipendente                    | 403 741   | 21,30 | 3     |
| Rinnovamento Nazionale                             | 382 728   | 20,19 | 6     |
| Indipendenti                                       | 70 124    | 3,70  | –     |
| Totale Coalizione per il Cambiamento               | 856 593   | 45,19 | 9     |
| Partito Democratico Cristiano del Cile             | 314 145   | 16,57 | 4     |
| Partito per la Democrazia                          | 262 503   | 13,85 | 3     |
| Partito Socialista del Cile                        | 175 017   | 9,23  | 2     |
| Partito Radicale Social Democratico                | 68 482    | 3,61  | –     |
| Totale Concertazione dei Partiti per la Democrazia | 820 147   | 43,27 | 9     |
| Partito Regionalista degli Indipendenti            | 46 730    | 2,47  | –     |
| Indipendenti                                       | 75 311    | 3,97  | –     |
| Totale Chile Limpio Vote Feliz                     | 122 041   | 6,44  | –     |
| Partito Umanista                                   | 12 974    | 0,68  | –     |
| Indipendenti                                       | 79 266    | 4,18  | –     |
| Totale Nuova Maggioranza per il Cile               | 92 240    | 4,87  | –     |
| Indipendenti                                       | 4 461     | 0,24  | –     |
| Totale                                             | 1 895 482 | 100   | 18    |

#### Riepilogo per regione
| Lista  | Arica e Parinacota | Tarapacá | Atacama | Valparaíso | Maule   | Araucanía | Aysén  | Totale    |
| ------ | ------------------ | -------- | ------- | ---------- | ------- | --------- | ------ | --------- |
| UDI    | 23.733             | 32.657   | 1.909   | 179.474    | 165.968 | –         | –      | 403.741   |
| RN     | 3.389              | 8.959    | 34.793  | 194.159    | 17.657  | 109.521   | 14.250 | 382.728   |
| Ind.   | –                  | –        | –       | –          | 6.172   | 63.952    | –      | 70.124    |
| Totale | 27.122             | 41.616   | 36.702  | 373.633    | 189.797 | 173.473   | 14.250 | 856.593   |
| PDC    | 4.268              | 2.651    | –       | 100.655    | 136.177 | 59.058    | 11.336 | 314.145   |
| PPD    | –                  | –        | 19.693  | 128.287    | –       | 114.523   | –      | 262.503   |
| PS     | 15.674             | 29.965   | 28.240  | –          | 101.138 | –         | –      | 175.017   |
| PRSD   | –                  | –        | –       | 64.529     | –       | –         | 3.953  | 68.482    |
| Totale | 19.942             | 32.616   | 47.933  | 293.471    | 237.315 | 173.581   | 15.289 | 820.147   |
| PRI    | –                  | –        | 20.706  | 2.901      | –       | 11.495    | 11.628 | 46.730    |
| Ind.   | 28.226             | 18.861   | –       | –          | –       | 28.224    | –      | 75.311    |
| Totale | 28.226             | 18.861   | 20.706  | 2.901      | –       | 39.719    | 11.628 | 122.041   |
| PH     | –                  | –        | –       | –          | 8.569   | 4.405     | –      | 12.974    |
| Ind.   | –                  | –        | –       | 79.266     | –       | –         | –      | 79.266    |
| Totale | –                  | –        | –       | 79.266     | 8.569   | 4.405     | –      | 92.240    |
| Ind.   | –                  | –        | –       | 4.461      | –       | –         | –      | 4.461     |
| Totale | 75.290             | 93.093   | 105.341 | 753.732    | 435.681 | 391.178   | 41.167 | 1.895.482 |

## Candidati
Dal giorno in cui Michelle Bachelet è diventata presidente, dentro i diversi partiti e coalizioni politiche esistenti nel paese sono circolati i primi nomi per i possibili candidati alla Presidenza per l'anno 2009. Qui sotto è presente una tabella riassuntiva dei candidati presidenziali di ciascuna coalizione.

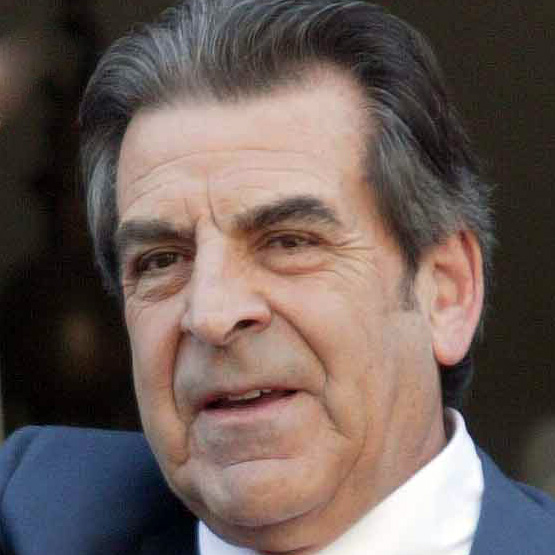
 Eduardo Frei Ruiz-Tagle 
Nel 1994 Frei risulta essere eletto Presidente del Cile con la più alta percentuale dei voti nella storia del Cile superando l'elezione di suo padre. Nel 2000 alla fine del suo mandato è stato nominato senatore a vita. Alle elezioni del 2005 si è ripresentato come candidato presidente ma a causa dello scarso sostegno della DC ha rinunciato, candidadosi come senatore ed è risultato eletto. Nominato Presidente del Senato nel 2006, nel corso del 2008 ha deciso di competere con Soledad Alvear all'interno della DC riapparendo nei sondaggi. Nel corso del 2007 ha criticato i potenziali candidati della coalizione per aver iniziato troppo presto la campagna elettorale.. A seguito delle dimissioni di Soledad Alvear alla segreteria del partito è stato nominato candidato alle primarie. Attualmente è il principale candidato della Concertación in grado di competere contro Piñera. Eduardo Frei, il 5 gennaio 2009 ha ricevuto l'appoggio di Insulza, candidato alle primarie del PSCh. Il 17 gennaio 2009 ha ricevuto l'appoggio del Partito Socialista Cileno durante la convenzione presidenziale. Una settimana dopo il Partito per la Democrazia ha appoggiato la sua candidatura presidenziale. Il 26 gennaio si è iscritto alle primarie come candidato del PS-PPD-PDC. Tra le prime proposte di Frei figurano una nuova Costituzione per il Bicentenario della fondazione della nazione, discussione su temi etici quali aborto e matrimonio omosessuale e ovviamente temi economici e sociali. Eduardo Frei ha promesso di proseguire la politica sociale ed economica oltre quella estera della presidente Michelle Bachelet. Dopo la vittoria alle primarie di aprile è stato proclamato candidato alla presidenza del centrosinistra. Il 18 aprile ha ricevuto il sostegno anche dal movimento Fuerza País.

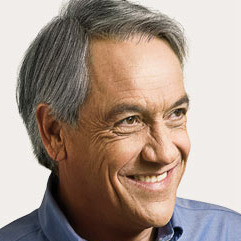
 Sebastián Piñera 
Militante di Rinnovamento Nazionale, fu uno dei pochi esponenti della destra cilena che al plebiscito nazionale del 1988 votò contro il generale Augusto Pinochet e votò a favore della democrazia. In questo momento è la migliore opzione del centrodestra per poter vincere le elezioni del 2009 secondo diversi sondaggi. Alle elezioni del 2005 è stato sconfitto da Michelle Bachelet con il 46% dei voti al ballottaggio, penalizzato anche da alcuni dissidenti dell'UDI che non lo hanno sostenuto al secondo turno. Piñera è in vantaggio su tutti i principali candidati concertazionisti. In passato indagato per lo scandalo di corruzione chiamato Piñeragate simile alla nostra Tangentopoli. Piñera è stato appoggiato anche dal partito Chile Primero nato da alcuni membri del PPD. Piñera, tuttavia, deve far fronte alle accuse di conflitto d'interesse causate dal possesso di azioni in alcune grandi compagnie del paese sia in campo televisivo che in campo sanitario. Alcuni deputati della Democrazia Cristiana Cilena lo hanno paragonato a Silvio Berlusconi esprimendo la loro preoccupazione per questa motivazione. Nel mese di marzo 2009 Piñera è stato criticato per le azioni in FASA, la compagnia cilena delle farmacie, che tenuto nascosto all'opinione pubblica per tanto tempo ha generato una serie di proteste nei suoi confronti. La sua candidatura è sostenuta anche dal partito centrista ChilePrimero.

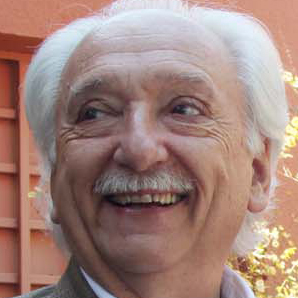
 Jorge Arrate 
Senatore del Partito Socialista Cileno, sostenitore di un'alleanza tra la Concertación e la Juntos Podemos Más con Eduardo Frei candidato alla presidenza.. Il 17 gennaio 2008 lascia polemicamente il partito per candidarsi alla testa del suo nuovo movimento. Il 25 aprile 2009 nella convention della Juntos PODEMOS ha ottenuto oltre 1145 sui 1478 delegati presenti ed è stato sostenuto anche dal Partito Comunista del Cile. A seguito del ritiro dell'appoggio del Partito Umanista in favore di Marco Ominami si è iscritto al Partito Comunista.

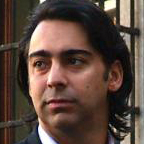
 Marco Enríquez-Ominami 
Il deputato del Partito Socialista Cileno non condividendo la modalità con cui il presidente del suo partito Camilo Escalona ha candidato il senatore della DC Eduardo Frei Ruiz-Tagle ha deciso di candidarsi alla presidenza del Cile contro il parere del suo partito. Intenzionato a presentarsi alle elezioni primarie la sua candidatura è stata respinta perché non appoggiato da nessun partito. Appoggiato da altri esponenti del centrosinistra ha deciso di presentarsi alle elezioni come candidato indipendente e per questo motivo dovrà presentare le firme necessarie per le candidatura indipendenti al Tribunale Superiore Elettorale. Secondo gli ultimi sondaggi potrebbe ottenere oltre il 10% dei voti al primo turno. Nonostante ciò Marco Enríquez-Ominami si dice pronto a dialogare con il candidato ufficiale della coalizione. L'11 luglio riceve l'appoggio dagli umanisti che inizialmente sostenevano Arrate. È sostenuto anche dagli ecologisti del Partito Ecologista Verde del Cile.
 Candidature ritirate 
- Aucán Huilcamán Paillama. Leader del popolo Mapuche, si era presentato alle elezioni del 2005 ma la sua candidatura è stata respinta dal Tribunale Superiore Elettorale per la mancanza di firme sufficienti per le candidature indipendenti. Dopo le elezioni municipali del 2008 ha espresso il suo desiderio di candidarsi.
- Leonardo Farkas. Dopo le elezioni municipali del 2008, il noto imprenditore ha ricevuto un grande sostegno da parte della comunità giovanile su Facebook e per il boom mediatico. Tuttavia Farkas annuncia su YouTube che non correrà per la presidenza.
- Luis Molina Vega.
- Eduardo Artés (PCCAP). Leader del Partito Comunista Cileno di Azione Proletaria, un partito di estrema sinistra incline allo stalinismo e al leninismo. Artés annuncia il ritiro dalla coalizione della JPM a seguito dell'annuncio dei dirigenti comunisti del PCCH di accordarsi con la Concertación per la presentazione di candidati unici in alcuni collegi per le elezioni parlamentari.
- Pamela Jiles (Indipendente). Nel mese di febbraio del 2009 Jiles, nota giornalista, annuncia la sua candidatura presidenziale senza essere appoggiata da alcun formazione politica per sottolineare la diversità della sua candidatura che, a suo avviso, è dedicata al popolo. All'inizio di settembre afferma annuncia il suo ritiro per appoggiare Navarro.
- Adolfo Zaldívar. Presidente del Senato Cileno dal 12 marzo 2008 al 13 marzo 2009. Ex membro della DC è attualmente iscritto al gruppo misto del Senato. Nel corso del mese di dicembre 2008 i partiti di Por un Chile Limpio decidono di candidarlo alla presidenza del Cile. A gennaio ha ricevuto l'appoggio del Partito Regionalista degli Indipendenti (di tendenza centrista) mentre gli ecologisti preferiscono sostenere Ominami. Zaldívar si presenta come candidatura di centro, equidistante da quella di Frei, di centro-sinistra, e quella di Piñera di centro-destra. Sostiene un programma riformista incentrato sull'autonomismo. Rifiuta il matrimonio tra persone dello stesso sesso e l'aborto e ha criticato il candidato della Concertación che si è detto disponibile di dialogare su questi temi. Zaldívar nel corso della campagna elettorale ha più volte affermato la possibilità di ritirarsi dalla competizione elettorale lasciando spazio ad un probabile accordo con il candidato Eduardo Frei Ruiz-Tagle[5]. Il 14 settembre 2009 ha annunciato il suo ritiro dalla corsa presidenziale[6].
- Alejandro Navarro Brain. Senatore, ex membro del Partito Socialista nel corso del 2008 ha manifestato le sue critiche al suo partito e al governo in carica per aver attuato delle politiche da lui definite come neoliberiste e troppo legate agli Stati Uniti. Navarro sostiene i presidenti Hugo Chávez (Venezuela) e Fidel Castro (Cuba). A seguito della partecipazione ad una manifestazione sindacale in cui un poliziotto è stato ferito Navarro ha rischiato di essere espulso dal Senato del Cile. Navarro in questa occasione annuncia la sua candidatura come indipendente e fonda il partito di estrema sinistra Movimento Ampio Sociale che sostiene la "Rivoluzione Bolivariana" del Presidente venezuelano. L'11 novembre del 2008 annuncia la sua candidatura presidenziale. Il 5 gennaio 2009 annuncia il suo ritiro se il potenziale candidato della Juntos PODEMOS Jorge Arrate avesse ottenuto il 7% in più di lui nei sondaggi[7]. Navarro non ha avuto intenzione d'integrare il proprio partito nella coalizione della sinistra extraparlamentare perché rivendica una certa autonomia e per il suo tratto bolivariano e per divergenze sulle modalità di selezione del candidato unico della sinistra[8]. Il 23 settembre annuncia il suo ritiro e l'appoggio ad Enríquez-Ominami[9].

## Liste
Concertazione dei Partiti per la Democrazia 

Logo della Concertazione dei Partiti per la Democrazia

Eduardo Frei Ruiz-Tagle membro della Democrazia Cristiana, è il candidato della coalizione di centro-sinistra
L'alleanza di centro-sinistra è al governo del paese dal 1990 e alla fine del mandato di Michelle Bachelet, che scadrà l'11 marzo 2010 avrà totalizzato 20 anni al potere. I partiti della coalizione hanno concordato che per la scelta del candidato unico si sarebbe ricorso alle elezioni primarie come nelle elezioni presidenziali del 1993 e nelle elezioni presidenziali del 1999.
Alcuni esponenti della Democrazia Cristiana, tra cui l'ex presidente Patricio Aylwin hanno ribadito che il candidato alla presidenza dovrà provenire da tale partito.
Tra i possibili candidati alla presidenza figuravano l'ex presidente Ricardo Lagos (PS/PPD), la leader della DC Soledad Alvear, Eduardo Frei Ruiz-Tagle, ex presidente appartenente alla DC e José Miguel Insulza (PS), segretario dell'Organizzazione degli Stati Americani dal 2005. Nei primi sondaggi pubblicati dal giornale conservatore-moderato sembrava che i principali aspiranti alla carica presidenziale fossero Ricardo Lagos e Soledad Alvear. Ma progressivamente questi potenziali candidati hanno ridemensionato il proprio consenso di fronte al principale candidato dell'opposizione ossia Sebastián Piñera di Rinnovamento Nazionale.
A seguito della prima sconfitta nella storia della coalizione alle elezioni municipali 2008 (sebbene solo nelle elezioni dei sindaci) Soledad Alvear ha rinunciato alla leadership del suo partito e Ricardo Lagos dopo alcuni giorni ha annunciato il suo ritiro dalla corsa presidenziale. Gli unici rimasti come potenziali candidati sono Eduardo Frei Ruiz-Tagle e José Miguel Insulza ma a questi bisognerà aggiungere anche il leader del Partito Radicale Social Democratico José Antonio Gómez. I primi sondaggi dopo il nuovo scenario presente nella coalizione danno Frei vincitore su Insulza e lo indicano come miglior opponente al candidato dell'Alianza por Chile. Il 5 gennaio 2009 Insulza annuncia il suo ritiro e dichiara il suo pieno appoggio a Frei ormai l'unico potenziale candidato della coalizione.
Il 17 gennaio il Partito Socialista Cileno proclama Eduardo Frei come suo candidato alle elezioni primarie e il 24 gennaio dal Partito per la Democrazia. Intanto vengono diffusi i primo sondaggi su un ipotetico ballottaggio con Piñera e danno Frei in forte recupero. Nonostante ciò José Gómez non rinuncerà alla partecipazione alle primarie che si svolgeranno al livello regionale tra il 5 aprile e il 17 maggio. Il 26 gennaio entrambi si iscrivono come candidati alle primarie.
Il primo round si svolge nella Regione del Libertador General Bernardo O'Higgins e nella Regione del Maule. Eduardo Frei Ruiz-Tagle sconfigge José Antonio Gómez con il 64,9% dei voti e per questo motivo quest'ultimo ha ammesso la sconfitta e si è ritirato dalla competizione.
Nonostante ciò alcuni settori della coalizione non hanno gradito la modalità con cui Frei è stato proclamato Presidente e per questo motivo hanno deciso di candidare il deputato socialista Marco Enríquez-Ominami alla presidenza come indipendente pro-Concertación. Questo ha suscitato molte perplessità all'interno del centro sinistra perché tale candidatura potrebbe creare problemi al candidato ufficiale della coalizione. Per questo motivo è possibile il raggiungimento di un accordo tra i due candidati alla presidenza.
Il programma di Frei è incentrato sulla continuazione del mandato presidenziale di Michelle Bachelet che ha ottenuto elevate percentuali di consenso specialmente durante gli ultimi mesi del suo governo, arrivando fino all'80%.
Tra le novità proposte dal candidato presidenziale vi è una nuova Costituzione per il Bicentenario della fondazione dello Stato Cileno, una nuova politica energetica, più diritti a donne e minoranze sessuali, politiche giovanili e politica sociale di attenzione verso la classe media e quella bassa. Obiettivo della candidatura è di riunire tutte le forme e le idee di progressismo democratiche: socialdemocrazia, liberalismo sociale ed il cristianesimo sociale, già presenti all'interno della coalizione di governo.
 Coalizione per il Cambiamento 

Lodo della Coalizione per il Cambiamento

La coalizione di centrodestra non ha mai organizzato elezioni primarie per la scelta del proprio candidato alla presidenza. Fino al 2005 il meccanismo di selezione del candidato era stabilito dai dirigenti dei partiti e dai consigli nazionali di questim ultimi. A causa di questa mancanza di selezione del candidato attraverso le primarie nelle elezioni precedenti l'Alianza por Chile si è presentata divisa alla competizione elettorale.
Il candidato della coalizione è Sebastián Piñera del partito Rinnovamento Nazionale e il 12 dicembre 2008 anche l'altro partito dell'alleanza, l'Unione Democratica Indipendente (UDI) ha ribadito la sua volontà di candidare Sebastián Piñera alle prossime presidenziali in quanto è attualmente il miglior candidato e praticamente in vantaggio su tutti potenziali candidati della Concertación in tutti i sondaggi.
Durante i mesi precedenti della campagna elettorale all'interno dell'Alianza sono sorte alcune perplessità da parte di alcuni esponenti tra cui Pablo Longueira, ex presidente dell'Unione Democratica Indipendente, che si è ritirato dal team di campagna elettorale del candidato di RN suscitando molte polemiche. Piñera nel mese di aprile ha dovuto affrontare varie critiche circa il suo enorme conflitto d'interesse.
Il 12 dicembre 2008 i partiti della coalizione lo hanno proclamato come candidato ufficiale della coalizione oppositrice.
Il 7 maggio 2009 l'Alianza por Chile ha costituito assieme al partito politico Primo Cile alla costituzione della coalizione di centro-destra Coalizione per il Cambio che riunisce anche altri movimenti politici centristi. Tale coalizione si è presentata anche alle elezioni per il rinnovo del Congresso.
La campagna elettorale della destra è caratterizzata da un certo pragmatismo specialmente nell'ambito dei diritti civili, anche se tale decisione ha suscitato critiche all'interno dell'Unione Democratica Indipendente, di orientazione ultraconservatore e nazionalista.
 Juntos Podemos Más 

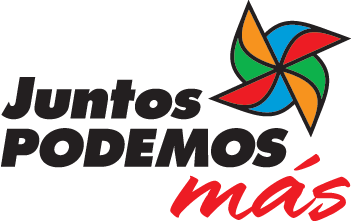
Logo di Juntos Podemos Más

La coalizione della sinistra radicale partecipa alla seconda elezione presidenziale dalla sua fondazione.
Oltre al Partito Comunista del Cile, al Partito Umanista Cileno e alla Sinistra Cristiana del Cile (i partiti fondatori) sono entrati nella Juntos Podemos anche alcuni dissidenti della Concertazione di centro sinistra come Jorge Arrate (ex PS). Inizialmente anche il Movimento Ampio Sociale di Alejandro Navarro (ex PS) era entrato nell'alleanza ma ne è uscito poco dopo a causa di divergenze con gli altri dirigenti della coalizione.
Il 25 aprile 2009 si è svolta la convention della coalizione per scegliere il candidato unico della Juntos Podemos, con oltre il 77% dei voti dei delegati Jorge Arrate è stato proclamato candidato alla presidenza e ha sconfitto il leader del Partito Umanista Cileno Tomás Hirsch.
Tuttavia l'11 luglio il Partito Umanista ritira l'appoggio al candidato Jorge Arrate e dà il suo appoggio al candidato indipendente Marco Enríquez-Ominami
Due giorni dopo il candidato Arrate si iscrive al Partito Comunista del Cile con l'obiettivo di rafforzare la propria candidatura a seguito della defezione umanista.
Nel corso del mese di agosto Arrate si è detto disponibile a ritirarsi dalla competizione elettorale a favore di Navarro al fine di creare una candidatura di sinistra più forte, ma tale appello non ha avuto effetti dato che alla fine Navarro ha appoggiato Enríquez-Ominami.
Scopo della candidatura di Arrate è di recuperare i valori del socialismo e di darle una maggiore rappresentanza all'interno della vita politica cilena.
 Nuova Maggioranza per il Cile 

Logo della Nuova Maggioranza per il Cile

La candidatura indipendente dell'ex socialista Marco Enríquez-Ominami riunisce il Partito Umanista Cileno proveniente dalla Juntos Podemos e il Partito Ecologista Verde del Cile proveniente dalla coalizione di centro Cile Limpido. Il nome della coalizione formatasi è definita come Nueva Majoría para Chile.
Tale coalizione si è presentata anche alle elezioni del Congresso, ma è formata prevalentemente da candidati indipendenti provenienti dal centro-sinistra. Politicamente è generalmente schierata su posizioni di centrosinistra ma è di difficile collocazione in base al programma del candidato che dal punto di vista sociale è schierato su posizioni progressiste mentre in campo economico è su posizioni liberali.
Lo scopo generale dell'alleanza è di creare una nuova alternativa alla politica cilena dalla tradizionali coalizioni esistenti nel paese e di creare una forza liberale e libertaria con il forte sostegno ai diritti civili, come l'aborto e il matrimonio gay.

## Sondaggi
I principali quotidiani del Cile ossia El Mercurio e La Tercera hanno cominciato a diffondere i sondaggi relativi ad un ipotetico ballottaggio tra i potenziali candidati della Concertación de Partidos por la Democracia e dell'Alianza por Chile. Sono stati pubblicati a partire dal 28 aprile del 2007 quando venne dedicato sul quotidiano "La Tercera" un primo speciale dedicato alle elezioni presidenziali del 2009. Da notare che in tutti i sondaggi il candidato dell'Alianza è in vantaggio contro i principali candidati della coalizione avversa tranne nel sondaggio relativo al 1º settembre 2007 in cui Soledad Alvear era alla pari del conservatore. Il sondaggio relativo all'8 gennaio 2009 mostra che l'enorme vantaggio di Piñera sul candidato Frei si è ridotto notevolmente (esattamente fino al 2,3%) rispetto ad uno stesso scenario riportato nel sondaggio del 28 aprile 2007 in cui Frei era in svantaggio di circa 33 punti percentuali. Secondo il sondaggio pubblicato da TNS-Time Chile, il 31 marzo 2009, per la prima volta il candidato dell'Alianza è risultato sfavorito per circa 2 punti percentuali rispetto a Frei.

## Campagna elettorale
Secondo la Costituzione Cilena la campagna elettorale sarebbe dovuta iniziare il 13 novembre 2009 esattamente un mese prima delle elezioni ma di fatto i vari candidati hanno cominciato la campagna già prima di tale data. A partire da settembre sono stati pubblicati già i primi manifesti elettorali ed in televisione sono state trasmesse dalle 20:40 fino alle 21:00 i vari spot elettorali dei quattro candidati alla presidenza ossia: Eduardo Frei Ruiz-Tagle, Jorge Arrate, Marco Enríquez-Ominami e Sebastián Piñera. La campagna elettorale è terminata il giorno 10 dicembre e da quel momento non potranno essere pubblicati sondaggi e tantomeno spot elettorali in televisione per il rispetto dei tre giorni di silenzio elettorale.

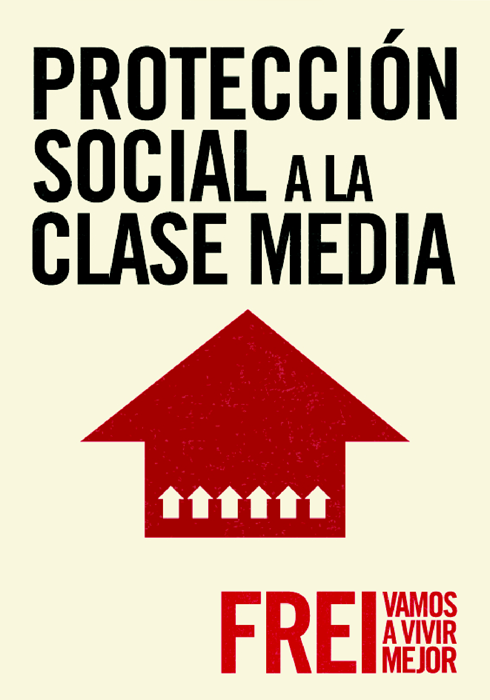
Manifesto della campagna di Eduardo Frei Ruiz-Tagle.

Il candidato della coalizione di centrosinistra Concertación de Partidos por la Democracia al governo da quasi 20 anni ha scelto a seguito delle primarie della coalizione di aprile 2009 ha scelto come suo candidato l'ex Presidente democristiano Eduardo Frei Ruiz-Tagle che fin da dicembre ha iniziato la sua campagna elettorale. Il tema principale della campagna concertazionista è la continuazione dell'opera di governo della Presidente Bachelet in particolare sui temi di riforma del lavoro e di assistenza alla classe media che per anni ha garantito la vittoria della Concertazione. Lo slogan adottato da Frei è Vamos a vivir mejor e Yo soy Chile y quiero a Frei per attirare quella parte di elettorato sostenitore del governo ma che in generale è disaffezionata dalla sua coalizione a causa di un calo dell'immagine e del prestigio della Concertación degli ultimi anni. Frei per attirare l'elettorato progressista ha garantito un maggiore ruolo dello Stato nell'economia e il diritto della pillola del giorno dopo e per attirare il voto centrista è stato sostenuto anche dalla Chiesa Evangelica i cui proseliti rappresentano il 16% della popolazione del paese, oltre ad incontri vari con la Conferenza Episcopale Cilena.

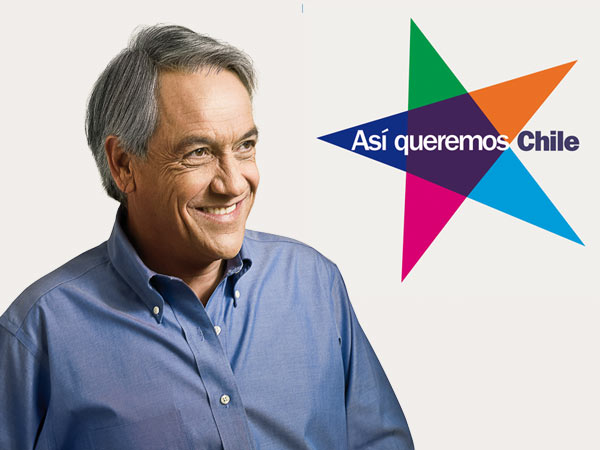
Manifesto della campagna elettorale Sebastián Piñera.

La campagna di Sebastián Piñera è incominciata fin dal termine delle elezioni presidenziali del 2005 in cui risultò sconfitto dall'attuale Presidente Michelle Bachelet e che solo negli ultimi mesi si è rafforzata. Il tema centrale della campagna elettorale della coalizione di centrodestra Alianza por Chile è il termine del lungo governo del centrosinistra iniziato nel 1990 e che ha ottenuto l'appoggio elettorale in successive tre elezioni presidenziali di seguito. A seguito del forte aumento della popolarità della Presidente Bachelet, la campagna aliancista si è mostrata più pragmatica e meno offensiva nei confronti del governo anche se la destra ha accusato la Presidente di intervenire nella campagna elettorale di Frei, lo sfidante di centrosinistra. La campagna è stata organizzata nello stesso stile di Barack Obama e Nicolas Sarkozy per dare una nuova immagine all'opposizione dell'Alleanza. Gli slogan della campagna elettorale sono: Un Chile así e Así queremos Chile, incentrata per attirare l'elettorato deluso della Concertación ma che non si collocano nell'area di destra.
Marco Enríquez-Ominami ha lanciato la sua campagna di raccolta firme per registrare la sua candidatura, inserendo i propri manifesti sugli autobus e in altri punti strategici delle città. Dopo aver ottenuto le firme necessarie e ha approvato la sua candidatura, Enriquez-Ominami ha incominciato la sua campagna elettorale. All'interno della sua campagna ha utilizzato le frasi Marco por ti e Chile cambió, facendo appello al concetto di rinnovamento.
La candidatura di Jorge Arrate è stata caratterizzata da difficoltà iniziale a causa della mancanza di fondi necessari per finanziare la campagna elettorale. Il tema centrale è prevalentemente incentrato sui valori della sinistra ed il socialismo. Molti dei manifesti elettorali di Arrate richiamano l'Unidad Popular e Salvador Allende simili a quelli pubblicati in occasione delle elezioni del 1964 e del 1970. Inoltre, Arrate ha lanciato un appello a quei socialisti che non si riconoscono nella candidatura di Frei.

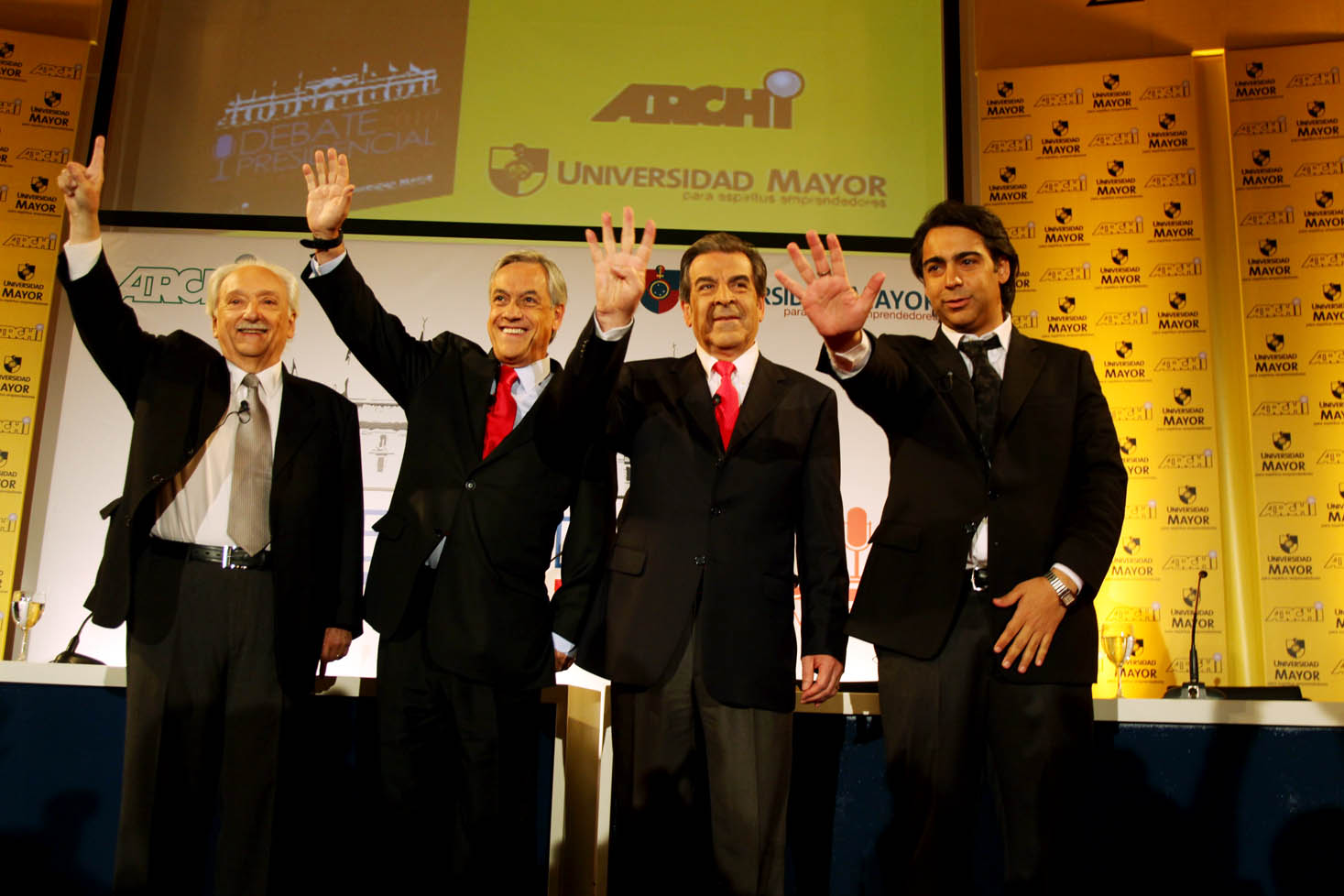
I quattro candidati alla presidenza, da sinistra Jorge Arrate, Sebastián Piñera, Eduardo Frei Ruiz-Tagle e Marco Enríquez-Ominami durante un dibattito.

Arrate e Frei hanno poi sostenuto un patto di alleanza nel caso di passaggio del candidato concertazionista al ballottaggio con lo scopo di evitare la vittoria del centrodestra. Tale patto è stato proposto anche a Ominami ma quest'ultimo ha rifiutato.

### Posizione politica dei candidati
- Jorge Arrate-Arrate Presidente. Il candidato del Partito Comunista del Cile propone un programma di stampo socialista con l'intento di rilanciare la sinistra cilena e di darne una maggiore rappresentanza. Contrario ad ogni forma di privatizzazione favorevole ad una maggiore integrazione del Cile con i paesi critici degli Stati Uniti. Dal punto di vista ideologivo è classificabile nel socialismo democratico.
- Marco Enríquez-Ominami-Por una nueva majoría. Il candidato indipendente ex militante del Partito Socialista del Cile e della Concertación de Partidos por la Democracia propone un programma politico dal punto di vista ideologico di centro-sinistra con posizioni differenti da tema a tema: liberalismo in campo economico e libertarismo in campo etico essendo favorevole a privatizzazioni e sostenitore all'aborto e matrimonio gay.
- Sebastián Piñera-Un Chile así. Il candidato della Coalición por el Cambio di centro-destra propone un programma di destra moderata e di tendenza pragmatica poiché la coalizione comprende anche movimenti di tendenza socio liberale fuoriuscite dalla coalizione di governo. Piñera ha come modelli politici di riferimento il presidente francese Nicolas Sarkozy e l'ex premier spagnolo José Maria Aznar. Dal profilo economico è di tendenza liberal-conservatore e dal punto di vista etico conservatore con aperture al mondo gay accogliendo alcune proposte come le unioni civili anche se tale proposta ha suscitato critiche da parte del partito nazional-conservatore Unione Democratica Indipendente. La coalizione propone un cambio di governo dopo venti anni di governi della Concertación e di proporre una svolta politica nel paese. Dal punto di vista ideologico è classificabile come centro-destra.
- Eduardo Frei Ruiz-Tagle-Vamos a vivir mejor. Il programma di governo del candidato del centro-sinistra è incentrato sulla continuazione politica del governo di Michelle Bachelet e del governo della Concertación de Partidos por la Democracia. Obiettivo della candidatura è di capitalizzare l'elevata popolarità della Presidente Bachelet che è giunta fino all'80% e di presentarsi all'elettorato come l'erede naturale del governo Bachelet. La Concertación punta al quinto governo consecutivo dalla caduta del regime di Augusto Pinochet. Tra i principali punti programmatici di Frei vi sono la riforma del mondo del lavoro, una nuova Costituzione in occasione del Bicentenario della fondazione del Cile, federalismo ed il sostegno di alcuni diritti civili come le unioni civili e la pillola abortiva. In campo economico propone il modello "meno mercato più Stato" con il sostegno pubblico alle piccole e medie imprese colpite dalla crisi economica internazionale, anche se ha coinvolto il paese in maniera più leggera. La candidatura si propone di racchiudere le idee politiche riferite al progressismo democratico e riformiste come la socialdemocrazia, cristianesimo sociale, liberalismo sociale.

| Tema                                    | Jorge Arrate                                        | Marco Enríquez-Ominami                                         | Sebastián Piñera                                            | Eduardo Frei                                               |
| Economia, mercato del lavoro ed energia | Economia, mercato del lavoro ed energia             | Economia, mercato del lavoro ed energia                        | Economia, mercato del lavoro ed energia                     | Economia, mercato del lavoro ed energia                    |
| --------------------------------------- | --------------------------------------------------- | -------------------------------------------------------------- | ----------------------------------------------------------- | ---------------------------------------------------------- |
| Sistema previdenziale                   | Riforma totale                                      | Statalizzare                                                   | Mantenere sistema privato                                   | Statalizzare                                               |
| Flessibilità del lavoro.                | Contrario                                           | Per donne e giovani                                            | Per donne e giovani                                         | Modificarlo                                                |
| Tasse                                   | Meno IVA e più tasse per redditi elevati ed imprese | Riforma completa                                               | Meno IVA anche per le imprese                               | Aumento alle imprese                                       |
| CODELCO                                 | No alla privatizzazione                             | Privatizzare per meno del 5%                                   | Privatizzare entro il 50%                                   | No alla privatizzazione                                    |
| Disoccupazione                          | Aiuti statali                                       | Creazione agenzia della disoccupazione                         | Creare 1 milione di posti                                   | Aiuti statali                                              |
| Bonus postnatalità                      | Sí.                                                 | Sí.                                                            | Sí.                                                         | Sí.                                                        |
| Piccole e medie imprese                 | Appoggio statale                                    | Appoggio statale                                               | Creazione officina dell'impresa                             | Tutela e sostegno                                          |
| Agricoltura                             | Protezionismo                                       | Investimenti statali                                           | Più crediti                                                 | Investimenti statali                                       |
| Energia                                 | Energia rinnovabile e no nucleare e HidroAysén      | Energia rinnovabile e dialogo sul nucleare                     | Energia rinnovabile e nucleare e HidroAysén (su condizioni) | Energia rinnovabile, nucleare e HidroAysén (su condizioni) |
| Istruzione e cultura                    |                                                     |                                                                |                                                             |                                                            |
| Istruzione pubblica                     | Statalizzare                                        | Statalizzare                                                   | Riforma                                                     | Riforma                                                    |
| Valutazione docente                     | Per tutti                                           | NR                                                             | Per tutti                                                   | Volontaria per anziani e obbligatoria per nuovi            |
| Osservatorio sull'istruzione            | Sí.                                                 | Sí.                                                            | Sí.                                                         | Sí.                                                        |
| Sostegno statale                        | NR                                                  | NR                                                             | Raddoppio entro 8 anni                                      | Aumento del 20%                                            |
| Finanziamento scuole superiori          | Assegnazione diretta dei fondi                      | Finanziamento a scuole in difficoltà                           | Più crediti per studenti                                    | Più crediti per studenti concessi dallo Stato              |
| Tasse sui libri                         | Eliminare                                           | Ridurre.                                                       | Eliminare                                                   | Mantenere                                                  |
| Fondi culturali                         | Perfezionare                                        | Aumento                                                        | Aumento                                                     | Perfezionare                                               |
| Ministero dello Sport                   | Sí.                                                 | Sí.                                                            | NR                                                          | Sí.                                                        |
| Salute                                  |                                                     |                                                                |                                                             |                                                            |
| Specialisti della PA                    | Aumento salario                                     | Più specialisti                                                | Più specialisti                                             | Più specialisti                                            |
| Infrastruttura sanitaria                | Miglioramento                                       | Nuovi ospedali                                                 | Nuovi ospedali                                              | Miglioramento                                              |
| tassa 7% per pensionati                 | Eliminare                                           | Eliminare (per meno abbienti)                                  | Eliminare (per meno abbienti)                               | Eliminare (per meno abbienti)                              |
| Disabili                                | Sostegno                                            | Leggi adatte                                                   | Riforma                                                     | Leggi adatte ed inserimento nel lavoro                     |
| Casa e trasporto                        |                                                     |                                                                |                                                             |                                                            |
| Politica abitativa                      | Nuova politica                                      | Aumento della case popolari                                    | Aumento delle case popolari.                                | Mantenere politiche                                        |
| Trasporto pubblico                      | Statalizzare.                                       | Aumento privatizzazione                                        | NR                                                          | Statalizzare                                               |
| Puente de Chacao                        | Costruire.                                          | Valutare                                                       | Valutare                                                    | Valutare                                                   |
| Sicurezza                               |                                                     |                                                                |                                                             |                                                            |
| Nuovi carceri                           | Mantenerle                                          | Mantenerle                                                     | Aumento                                                     | Mantenerle                                                 |
| Politiche carceriali                    | No alla repressione                                 | Ampliare programma "Chile crece Contigo" per evitare minorenni | Limitare libertà provvisoria                                | Nuovo sistema giudiziario                                  |
| Narcotraffico                           | Repressione droga                                   | Scindere microtraffico e narcotraffico                         | Leggi dure                                                  | NR                                                         |
| Legalizzazione maryuana                 | Si per uso personale                                | Contrario                                                      | Contrario                                                   | Contrario                                                  |
| Valori etici                            |                                                     |                                                                |                                                             |                                                            |
| Aborto                                  | Favorevole                                          | Favorevole                                                     | Contrario                                                   | Disposto al dialogo                                        |
| Eutanasia                               | Favorevole                                          | Disposto al dialogo                                            | Contrario                                                   | NR.                                                        |
| Indulto                                 | Contrario                                           | Contrario                                                      | Solo per malati                                             | Dipende dai casi                                           |
| Pillola abortiva                        | A favore.                                           | A favore.                                                      | A favore.                                                   | A favore.                                                  |
| Pena di morte                           | No                                                  | No                                                             | No                                                          | No                                                         |
| Leggi per omosessuali                   | Matrimonio                                          | Matrimonio, no ad adozioni                                     | Unioni civili, no ad adozioni                               | Unioni civili, dialogo su adozioni                         |
| Sistema politico e politica estera      |                                                     |                                                                |                                                             |                                                            |
| Campagne e partiti                      | Riforma legge spesa                                 | Finanziamento pubblico                                         | Riforma legge spesa                                         | Riforma legge spesa                                        |
| Legge elettorale                        | Sistema proporzionale                               | Cambiare                                                       | Mantenere                                                   | Cambiare                                                   |
| Voto all'estero                         | Si                                                  | Si                                                             | Si con condizioni                                           | Si                                                         |
| Ruolo dello Stato                       | Più stato                                           | Aumento dei privati                                            | Aumento dei privati                                         | Aumento dei privati                                        |
| Devolution                              | Si                                                  | Consigli regionali eletti popolarmente                         | Più sostegno                                                | Favorevole                                                 |
| Costituzione                            | Assemblea Costituente                               | Nuova                                                          | Mantenerla                                                  | Nuova                                                      |
| Popoli indios                           | Riconoscimento costituzionale                       | Riconoscimento costituzionale                                  | Riconoscimento costituzionale                               | Riconoscimento costituzionale                              |
| Spese militari                          | Trasparenza                                         | Mantenerle                                                     | Mantenerle                                                  | Trasparenza                                                |
| Cuba                                    | Contro l'embargo                                    | Contro il governo                                              | Contro il governo                                           | Contro il governo                                          |
| Sbocco sul mare per Bolivia             | Si                                                  | Si.                                                            | Benefici portuali                                           | Ridurre relazioni                                          |

### Dibattiti presidenziali

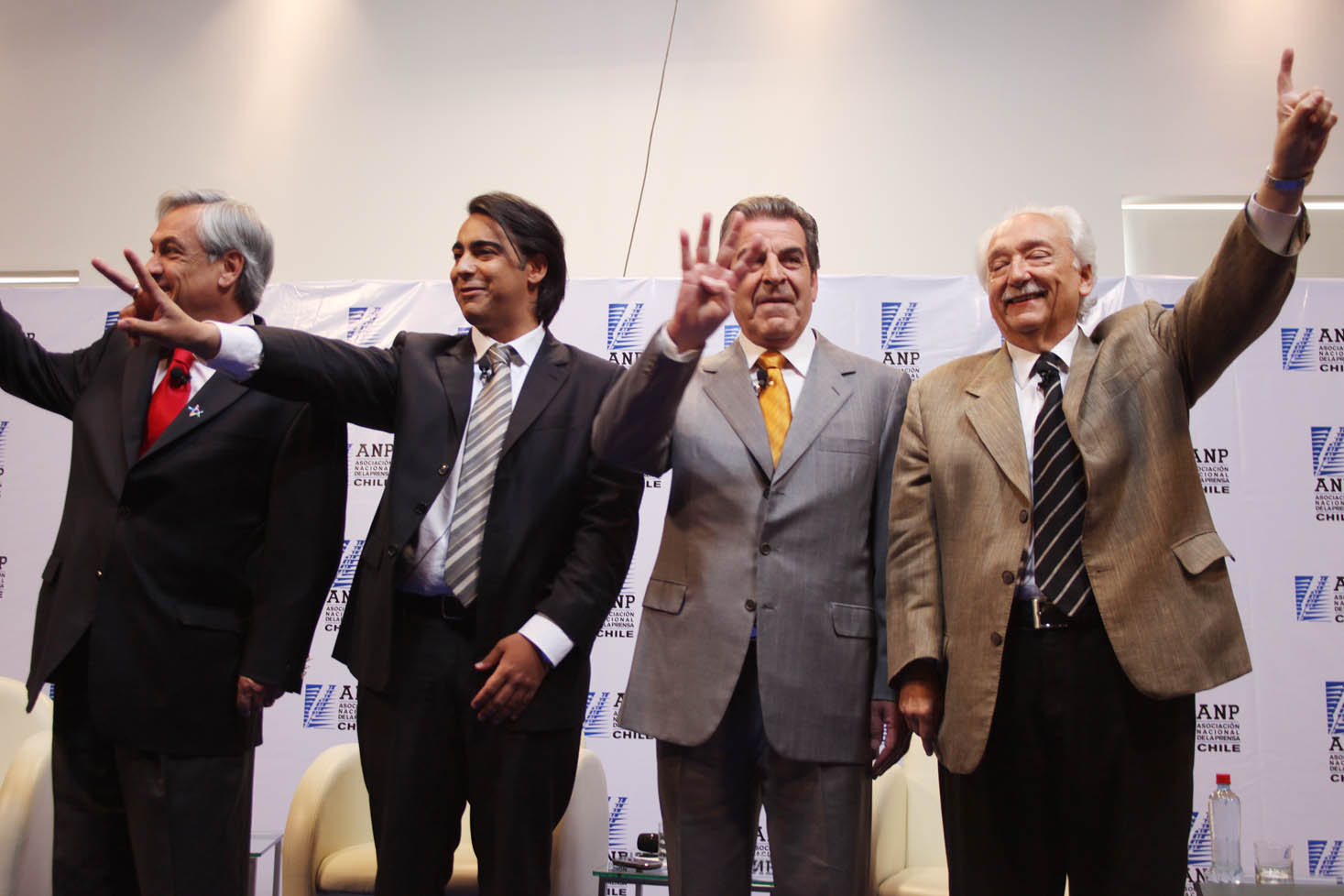
I quattro candidato al dibattito dell'ANP Talca, 6 novembre 2009.

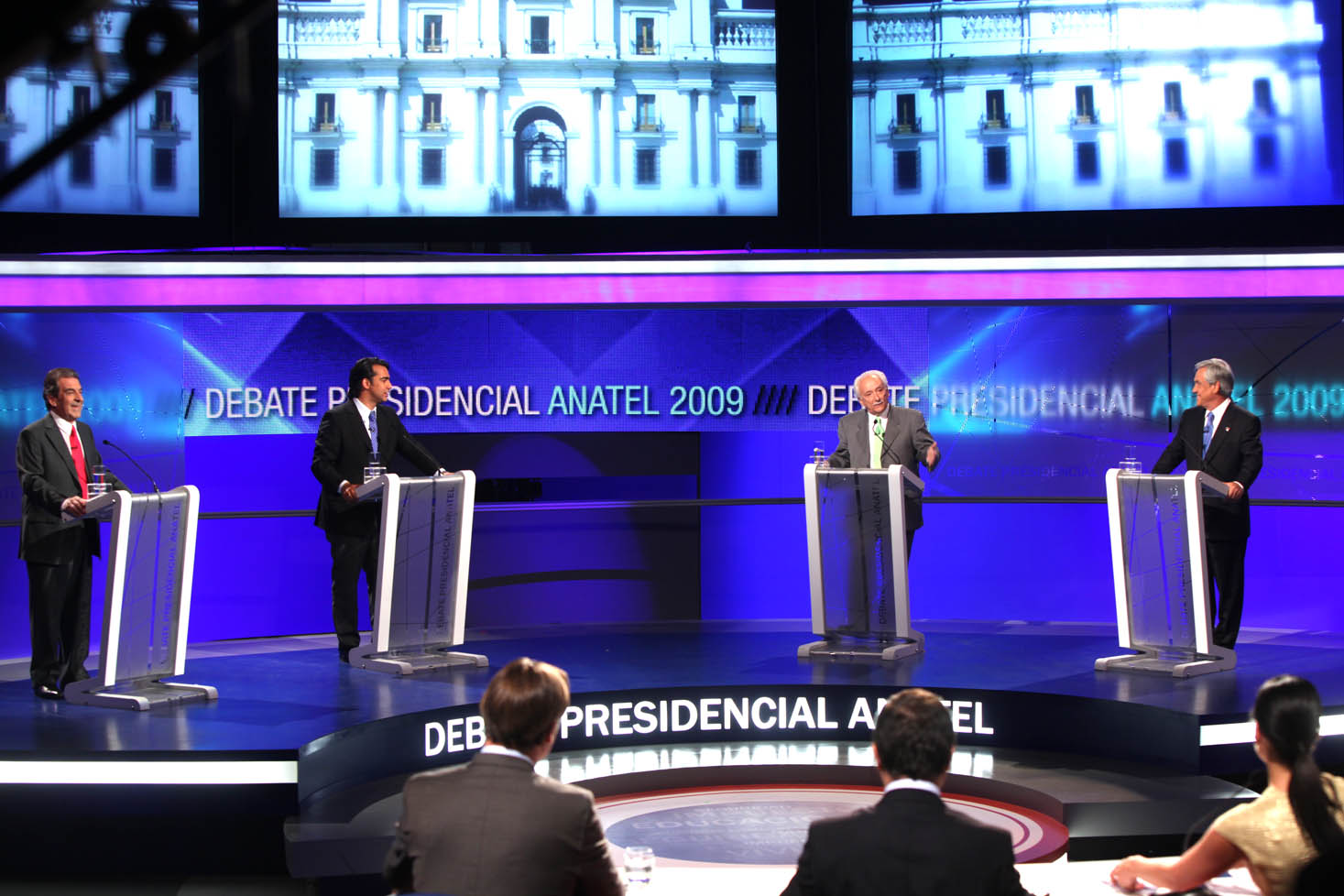
Dibattito presidenziale del 16 novembre 2009 presso l'ANATEL.

Il 10 settembre, il canale televisivo nazionale Televisión Nacional de Chile confermò che il primo dibattito presidenziale si sarebbe svolto il giorno 23 settembre 2009 tra i candidati alla presidenza cilena negli studi televisivi della TVN. L'annuncio venne poi confermato dai coordinatori dei sei candidati alla presidenza. Il 14 settembre i 5 candidati assistettero al sorteggio per l'ordine di riposte durante il dibattito presidenziale. Il sesto candidato, Adolfo Zaldívar si è ritirato dalla competizione elettorale, stessa sorte toccata ad Alejandro Navarro che il giorno prima del dibattito ha annunciato il suo ritiro e il sostegno al candidato indipendente. Il dibattito ha assunto il nome di Decisión '09 ed è stato condotto dal noto giornalista Alejandro Guillier.
Il giorno 9 ottobre si è realizzato il primo dibattito radiofonico presso l'Archi in associazione con la Universidad Mayor, il dibattito è stato condotto da Alejandro de la Carrera, Verónica Franco, Cony Stipicic e Beatriz Sánchez. Consiste in quattro domande in blocco di 18 minuti per ciascun candidato. A seguito si è svolto un sondaggio sul sondaggio realizzato grazie a focus group per 2.000 persone.
Il 6 novembre si è realizzato un terzo confronto presso la Asocación Nacional de Prensa (ANP) a Talca, trasmesso da CNN Chile. Un quarto si è svolto il 9 novembre presso Chile debate su Canal 13.
Il 16 novembre si è svolto il dibattito presidenziale trasmesso da ANATEL, Megavisión, Televisión Nacional de Chile, Red Televisión, Universidad Católica Canal 13, Chilevisión, UCV Televisión y Telecanal. I moderatori del dibattito sono Catalina Edwards (Mega), Amaro Gómez-Pablos (TVN), Felipe Vidal (RED), Iván Valenzuela (C13) e Fernando Paulsen (CHV).
L'ultimo confronto si sarebbe dovuto tenere il 17 novembre presso la conferenza degli imprenditori (Enade) ma il candidato di centro-sinistra Eduardo Frei, in qualità di senatore, ha preferito partecipare alla seduta del Senato sull'istruzione. Assente per motivi di salute il candidato comunista Jorge Arrate.
Ufficialmente la campagna elettorale dovrebbe ripartire, come di consueto nelle precedenti elezioni presidenziali, dopo le festività natalizie ma di fatto i candidati alla presidenza hanno già iniziato comizi ed incontri elettorali. Entrambi i candidati contendono l'elettorato di Marco Ominami ma quest'ultimo ha affermato che per adesso non sosterrà nessun candidato nonostante la sua precedente appartenenza alla Concertación e dal fatto che la maggior parte dell'elettorato proviene dalla coalizione di governo e quindi intenzionato a votare per Frei.
Tuttavia Piñera cerca attraverso nuovi slogan e nuove proposte di ottenere l'elettorato di Enríquez-Ominami. Riguardo agli slogan di campagna elettorale Frei ha modificato il suo Vamos a vivir mejor in Todos por Chile, Todos por Frei! e mantiene contatti con Arrate e Ominami per ottenere supporto elettorale.
In questa campagna elettorale per il secondo turno si scontranno due modelli differenti di modello di Stato, da una parte quello di Frei basato sulla continuazione dei governi della Concertación basati su strategie economiche di stampo keynesiane e sull'intervento dello stato nei settori strategici dell'economia assieme al sostegno per le famiglie al di sotto della linea di povertà oltre a rappresentare il "progressismo", e quello di Piñera nettamente più liberal-conservatore e liberista seguendo il suo spirito imprenditoriale che gli è valso il titolo di Berlusconi chileno per il suo conflitto d'interesse paragonabile con quello del Primo ministro italiano.
Il giorno 20 dicembre il Partito Comunista e della Juntos Podemos annuncia l'appoggio esterno a Frei a seguito di un accordo politico-programmatico.
Incognita resta il deputato ex socialista Marco Enríquez-Ominami che dopo la sconfitta al primo turno non ha dato indicazioni di voto per il ballottaggio, tuttavia molti sostenitori della sua campagna elettorale hanno intenzioni di sostenere e partecipare alla campagna elettorale di Eduardo Frei.
Tuttavia l'ex collaboratore di Marco Ominami Pedro Anguita dà il suo appoggio al candidato del centrodestra. Il clima della campagna elettorale appare molto teso anche durante il periodo delle festività del Natale, con scambi di reciproche accuse tra i candidati alla presidenza.
Alla fine di dicembre i leader del Partito per la Democrazia e Partito Radicale Social Democratico, rispettivamente Pepe Auth Stewart e José Antonio Gómez, si dimettono dalle cariche di segretari accogliendo la proposta del candidato indipendente Marco Enríquez-Ominami di rinnovare la Concertación e di conseguenza per garantire l'appoggio di Ominami a Frei per il secondo turno. I leader socialista e democratico cristiano respingono invece l'ipotesi di dimissioni.
La strategia di Frei per questa campagna elettorale è marcare la sua distanza rispetto ai partiti che lo sostengono per presentarsi come candidato presidenziale in grado di rappresentare tutti i cileni e marcando più la sua coalizione di appartenenza ossia la Concertación e in generale l'elettorato progressista e democratico. Per contro il candidato conservatore Sebastián Piñera critica questo atteggiamento assunto dal candidato di centro-sinistra e le critiche provengono anche dalla sua coalizione.
La campagna elettorale del candidato del governo continua con la presenza di nuove persone che provengono dalla società ed indipendenti dalla politica ed invita all'elettorato a non emettere voti bianchi e/o nulli perché questi favoriscono l'opposizione della destra. Il candidato ha subito un piccolo incidente durante la visita elettorale a Puerto Montt ma ne è uscito indenne. Il governo per attirare l'appoggio dell'elettorato di Ominami discute su riforme proposte dal candidato indipendente durante la campagna elettorale al primo turno.
Intanto il candidato conservatore accusa Frei di alimentare una campagna elettorale basata sulla paura e sugli attacchi alla coalizione della destra per i ruoli assunti durante la dittatura di Pinochet e presenta il programma per i primo cento giorni di governo.
Molti voti noti televisivi hanno dato appoggio al candidato Frei e la campagna elettorale del candidato concertazionista si è spostata sui mezzi televisivi. Frei riceve l'appoggio del padre, ed ex leader socialista, di ME-O ossia Carlos Ominami. I sostenitori di Frei accusano l'evantuale presenza di pinochettisti in eventuale governo di Piñera che con la loro tendenza conservatrice specialmente in materia economica potrebbero vanificare le promesse della candidatura del centrodestra basta su cambio e nuovo corso politico nel paese.
Frei riceve l'appoggio ufficiale del candidato indipendente Marco Enríquez-Ominami anche se non ha risparmiato critiche alla candidatura concertazionista e allo stesso Frei, ma ha ribadito la lontananza nei confronti della destra e del suo candidato. Frei e la Concertazione hanno accolto positivamente il sostegno dell'indipendente ex socialista.
La presidente Michelle Bachelet ha ribadito il suo pieno sostegno a Frei e si dice soddisfatta dell'appoggio di ME-O al candidato concertazionista e criticando il candidato del centrodestra soprattutto sul suo conflitto di interesse ma ciò ha creato scalpore nell'opposizione che accusano di interventismo elettorale la presidente.